# Giulio Giannelli
Giulio Giannelli (Firenze, 31 agosto 1889 – Firenze, 18 marzo 1980) è stato uno storico e numismatico italiano, studioso dell'antichità greca e romana.

## Biografia

### Carriera accademica

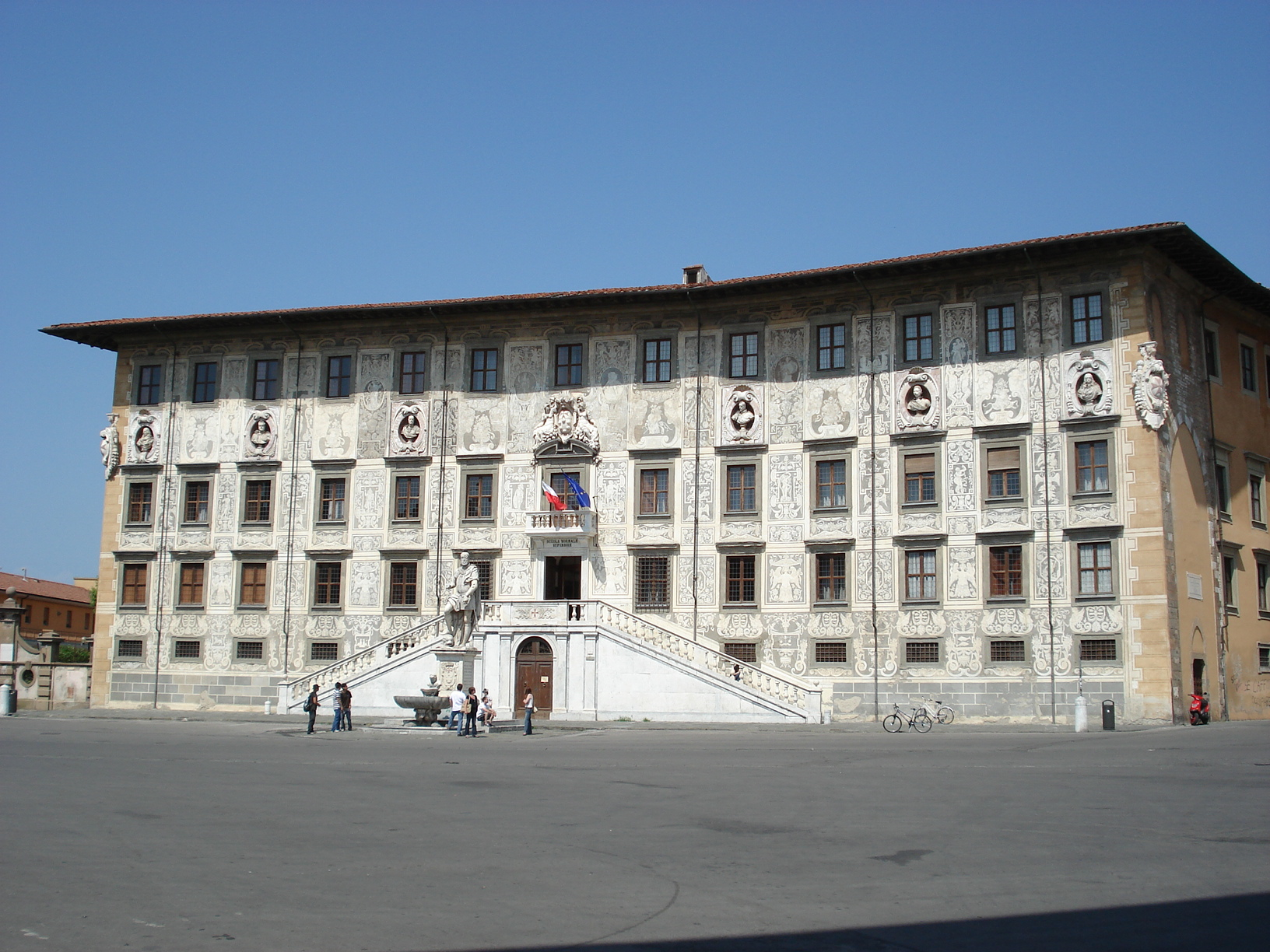
La facciata del Palazzo della Carovana, sede storica della Scuola Normale Superiore di Pisa

Negli anni 1924 e 1925 fu libero docente di Antichità classiche nell'Università di Firenze.
 Nel 1928 fu nominato ordinario.
Insegnò storia greca e romana nel 1945 - 1946 nell'Ateneo fiorentino di cui fu preside dal 1º novembre 1955 al 31 ottobre 1958.
Dal 1960 al 1964 fu Direttore della Scuola Normale Superiore di Pisa.

Negli anni 1971-1972 (come già in precedenza) fu preside del Conservatorio delle Mantellate a Firenze.

### Consigliere comunale
Il 10 novembre 1946 Giulio Giannelli fu eletto consigliere comunale a Firenze  nelle liste della Democrazia Cristiana  (Giannelli Giulio, prof. universitario)

## Alcune opere
- Opere e conquiste - Corso di storia per la Scuola media Unificata - con appendice di Educazione civica a cura di Vera Dragoni, Zanichelli, Bologna, 1963
- Trattato di storia greca, 7ª ed., 1983, Pàtron Editore, Bologna
- La repubblica romana, Vallardi, Milano, 1955.
- Genti e civiltà - Corso di storia per la scuola media, G. Barbera editore, Firenze, 1951
- La Magna Grecia da Pitagora a Pirro, Vita e Pensiero, Milano, 1928
- La spedizione di Serse da Terme a Salamina, Vita e Pensiero, Milano, 1924
- Culti e miti della Magna Grecia, Bemporad e Figlio, Firenze, 1922; Sansoni, Firenze, 1963; Franco Pancallo, Locri, 2005
- Trattato di storia romana - I - L'Italia antica e la repubblica romana, Pàtron, Bologna 1975
- con Santo Mazzarino, Trattato di storia romana, vol. 1 L'Italia antica e la Repubblica romana (Giannelli), vol. 2 L'Impero romano (Mazzarino), Tumminelli, Roma, 1955-1957
- prefazione di Mario Lopes Pegna,  Firenze dalle origini al Medioevo, Del Re Editore, Firenze, 1962
- Le vergini di Vesta, Edizioni di Ar, Padova, 2011